# Avivamiento de Pionyang

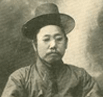
Kil Sun-joo, una figura clave en el avivamiento.

El Avivamiento de Pionyang o Gran Avivamiento de Pionyang de 1907 fue un avivamiento protestante que se produjo en y alrededor de la ciudad de Pionyang, lo que hoy es la capital de Corea del Norte. A menudo se considera que una figura clave del movimiento es Kil Sun-joo (o Gil Seon-ju), uno de los primeros protestantes coreanos ordenados ministro presbiteriano. R. A. Hardie, un médico canadiense y misionero metodista que trabajó principalmente en Wonsan, también fue una inspiración para el movimiento.

## Historia
Antes de 1907, hubo una serie de avivamientos locales en Corea. Por ejemplo, en 1903, debido a la hambruna en el centro del país, se experimentaron dos avivamientos locales en una iglesia presbiteriana cerca de Seúl y en una iglesia metodista en Wonsan. A esto le seguiría una serie de avivamientos entre los metodistas (1904-1905) y los presbiterianos (1906). Además, en el otoño de 1906, los cristianos coreanos comenzaron a escuchar informes sobre el avivamiento en Gales (1904-1905) y el avivamiento de Kassia Hills en la India (1905-1906), y supuestamente tenían «un gran deseo de tener la misma bendición».

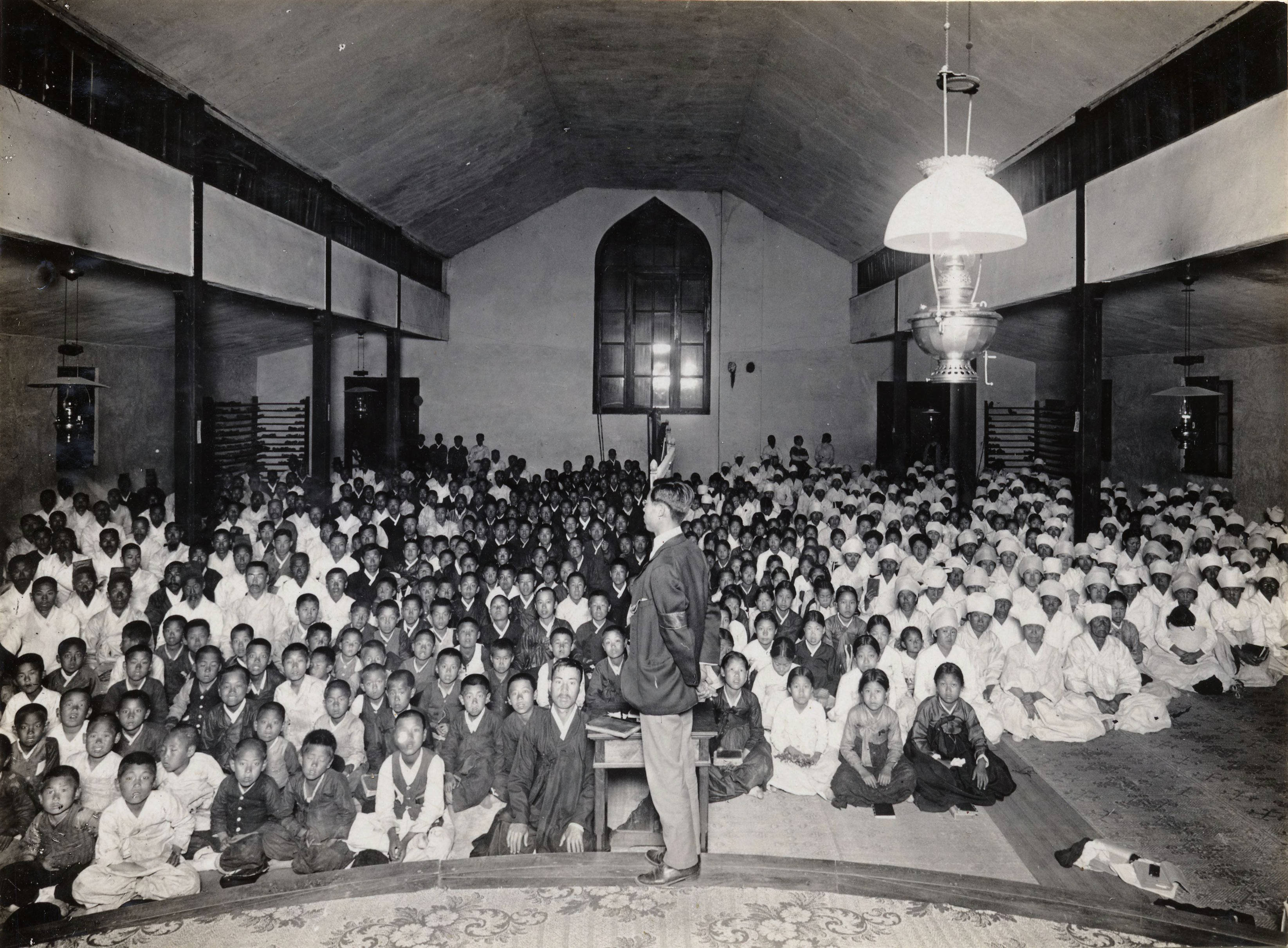
Encuentro de oración en Pyongyang.

En enero de 1907, durante dos semanas, el seminario presbiteriano de Pionyang celebró una conferencia bíblica en la que participaron unos 1.500 hombres coreanos. En la conferencia, a través de la predicación dinámica de Kil Sun-joo y su confesión personal de pecados, cientos de personas más siguieron en arrepentimiento público. Esto continuaría a través de una serie de reuniones de avivamiento en Pionyang y otras ciudades cercanas, que finalmente disminuyeron en la primavera de 1907 debido al agotamiento de Kil por las reuniones.
El resurgimiento de Pionyang resultó en un aumento en el número de nuevos conversos protestantes y el creciente establecimiento del cristianismo coreano liderado por protestantes coreanos. También introdujo aspectos clave de la espiritualidad cristiana protestante coreana, como la oración matutina y la oración nocturna. 